# Nibypałanka zielonkawa
Nibypałanka zielonkawa, pseudopałanka zielona (Pseudochirops archeri) – gatunek ssaka z podrodziny nibypałanek (Pseudochiropsinae) w obrębie rodziny pseudopałankowatych (Pseudocheiridae).

## Taksonomia
Gatunek po raz pierwszy formalnie opisał w 1884 roku norweski zoolog Robert Collett nadając mu nazwę Phalangista (Pseudochirus) archeri. Miejsce typowe to obszar rzeki Herbert, północny Queensland, Australia. Holotyp to oprawiona skóra i czaszka dorosłego samca o sygnaturze NHMO 1633 z kolekcji Naturhistorisk museum, przy Uniwersytecie w Oslo; okazy typowy pochodzi z kolekcji norweskiego przyrodnika Carla Lumholtza, odłowiony 17 listopada 1882 roku.
W 2020 roku kontrowersyjny australijski herpetolog Raymond Hoser opisał podgatunek P. archeri nadając mu nazwę chrismaxwellii jednocześnie umieszczając go w monotypowy podrodzaju Sloppossum, jednak autentyczność nazw opisanych przez Hosera jest kwestionowana przez władze teriologicznej i herpetologiczne oraz ICZN. Potrzebne są dalsze badania, aby udowodnić, czy te nowe taksonyy są ważne.
Autorzy Illustrated Checklist of the Mammals of the World uznają ten gatunek za monotypowy. 

### Etymologia
- Pseudochirops: rodzaj Pseudochirus Ogilby, 1836 (pseudopałanka); gr. ωψ ōps, ωπος ōpos „wygląd”[12].
- archeri: okaz typowy nibypałanki zielonkawej został odłowiony przez Carla Lumholtza, gdy był gościem rodziny Archerów, która prowadziła plebanie w posiadłości Gracemere w Queensland. Rodzina Archerów przybyła do Australii ze Szkocji przez Larvik w Norwegii, do której przenieśli się na początku XIX wieku. W rodzinie Archerów było wiele dzieci, a dziewięcioro z nich odwiedziło lub osiedliło się w Australii. Niestety w oryginalnym opisie nibypałanki nie podano, który z członków rodziny miał zostać uhonorowany epitetem gatunkowym[13].

## Zasięg występowania
Nibypałanka zielonkawa występuje w północno-wschodniej Australii, północnym Queensland od 120 km na północny zachód od Cairns, przez Windsor Tablelands do Palumy (na północ od Townsville).

## Morfologia
Długość ciała (bez ogona) 32–40 cm, długość ogona 30–36 cm; masa ciała 0,91–1,5 kg. Mały torbacz o zielonkawym kolorze futra, ze srebrzystym pasem wzdłuż kręgosłupa. Głowa o małych uszach i dużych oczach, przy których znajdują się białe plamy. Ogon o chwytnej końcówce. Zielonkawą barwę powoduje nakładanie się żółtego i czarnego barwnika. Dwa palce przedniej łapy są przeciwstawne trzem pozostałym. Uzębienie podobne do tego występującego u koali, przystosowane do cięcia liści.

## Tryb życia
Zamieszkuje lasy górskie położone powyżej 250 m n.p.m. Jest aktywna głównie nocą, dzień spędza śpiąc w pozycji wyprostowanej, w rozwidleniu gałęzi, opuszczając kryjówkę, tylko wtedy gdy jest zaniepokojona. W razie niebezpieczeństwa ratuje się szybką ucieczką. Jest zwierzęciem prowadzącym samotniczy tryb życia. Nie buduje gniazd. Rzadko się odzywa. Okres rozrodczy tego gatunku trwa czerwca i lipca. Samica rodzi najczęściej jedno młode, które spędza w torbie matki kilka miesięcy. Po opuszczeniu torby, młode jest noszone przez matkę na plecach do chwili, aż będą w stanie samodzielnie za nią podążać.
Pseudochirops archeri żywi się wyłącznie różnymi gatunkami figowców

## Znaczenie
Na gatunek ten polują sowy, pyton dywanowy i niełaz wielki.

## Zagrożenie i ochrona
W Czerwonej księdze gatunków zagrożonych Międzynarodowej Unii Ochrony Przyrody i Jej Zasobów został zaliczony do kategorii niskiego ryzyka LC. Jest gatunkiem szybko przystosowującym się do zmiennych warunków otoczenia. Może przeżyć na niewielkich terenach porośniętych lasami deszczowymi, wśród figowców pozostałych po wyrębach.